# Jazbina Višnjička
Jazbina Višnjička es una localidad de Croacia en la ciudad de Lepoglava, condado de Varaždin.

## Geografía
Se encuentra a una altitud de 340 m s. n. m. a 87 km de la capital nacional, Zagreb.

## Demografía
En el censo 2011, el total de población de la localidad fue de 25 habitantes.
| Gráfica de población de Jazbina Višnjička 1857-2011                 |
|                                                                     |
| Según los censos de población de la oficina estadística de Croacia. |